# Cycloptera speculata
Cycloptera speculata är en insektsart som först beskrevs av Hermann Burmeister 1838.  Cycloptera speculata ingår i släktet Cycloptera och familjen vårtbitare. Inga underarter finns listade i Catalogue of Life.